# ファイアーウォーク
ファイアウォーキング (Firewalking) は、ファイアウォールにより保護された遠隔のネットワークの情報を収集する方法。

ファイアウォーキングにより、攻撃者のホストから被攻撃者のホストに対して、tracerouteのようなIPパケット解析手法を使い、どのデータパケットがファイアウォールのようなパケットフィルタリングデバイスを通過することができるかを判断する。
Firewalk は、ファイアウォーキングを実行するためのソフトウェアツール。
ファイアウォーキングから、ファイアーウォールやゲートウェイを保護する方法として、ICMP Time Exceeded メッセージをブロックする方法がある。